# Küçükçekmece
Küçükçekmece is een Turks district in de provincie Istanboel en telt 785.392 inwoners (2007). Het district heeft een oppervlakte van 124,2 km².
De bevolkingsontwikkeling van het district is weergegeven in onderstaande tabel.

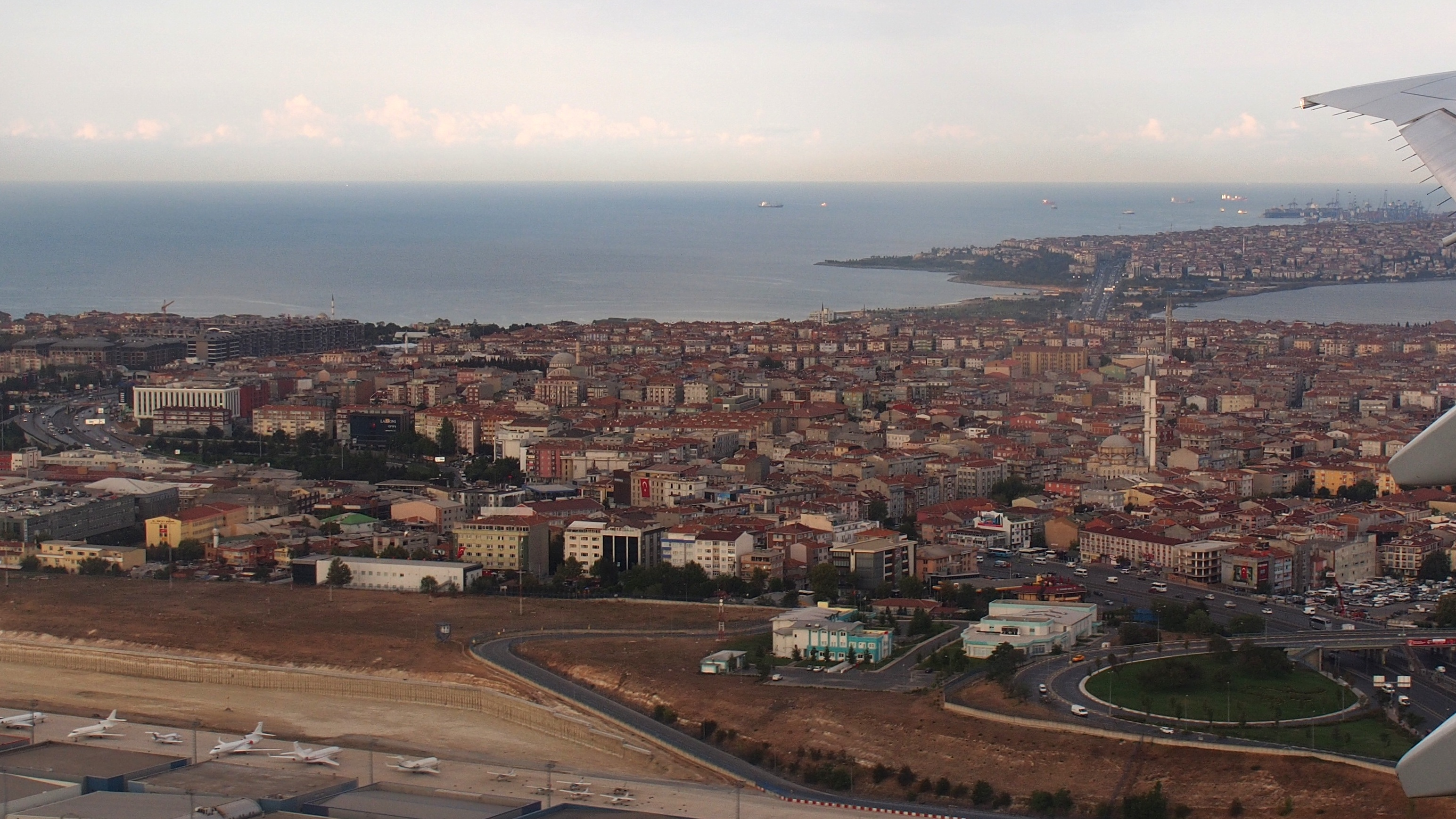
Aerial view of Küçükçekmece district

| 1997    | 2000    | 2007    |
| ------- | ------- | ------- |
| 456.463 | 594.524 | 785.392 |

## Geboren
- Yener Arıca (1992), voetballer